# Corpi psammomatosi

Micrografia di un corpo psammomatoso (al centro) in un caso di meningioma. Colorazione con ematossilina eosina.

I corpi psammomatosi sono calcificazioni concentriche che si formano come risultato della desquamazione di cellule apoptotiche che sono andate incontro ad un processo di calcificazione. 
Rappresentano dei reperti che si ritrovano all'interno della struttura di alcuni tumori: carcinoma papillare della tiroide, tumori dell'ovaio, meningiomi e adenocarcinomi sierosi dell'endometrio. Il termine deriva dalla parola greca ψάμμος (psámmos), che significa "sabbia".
Tra i tumori della tiroide sono un reperto molto caratteristico ed esclusivo dell'istotipo papillare, tanto che, se presenti nella struttura centrale delle papille, la diagnosi di carcinoma papillare è fortemente sospetta.
Allo stesso modo la presenza di queste calcificazioni all'interno di un linfonodo, o nel tessuto tiroideo, in assenza di un carcinoma papillare vero e proprio, può far pensare alla possibilità di un carcinoma papillare occulto.